# Agrilus lautuellus
Agrilus lautuellus es una especie de insecto del género Agrilus, familia Buprestidae, orden Coleoptera. Fue descrita científicamente por Fisher, 1928.
Se encuentra en Texas. Las larvas se alimentan de Diospyros texana, Ebenaceae.